# Abecedarianos
Los abecedarianos eran unos sectarios del siglo XVI que declaraban, siguiendo a Storck, que para salvarse era necesario no saber leer ni escribir.

## Creencias
Cuando Lutero enseñó que cada uno era dueño de interpretar a su modo las Sagradas Escrituras, según el espíritu privado, su discípulo Stork afirmó que cada fiel podía conocer el espíritu de los libros sagrados tan bien como los más hábiles doctores, pues solo Dios es quien da la inteligencia de ellos a cada hombre, sin el auxilio de otros libros ni ciencias, deduciendo de aquí que el estudio solo servía para producir distracciones e impedir estar atento a la voz de Dios y, por consiguiente, que convenía no saber leer para no estar en peligro de perder la salvación.

## Difusión
La secta hizo progresos en Alemania, llegando a contar, aunque por poco tiempo, entre sus adeptos a Carlstad, catedrático de zoología de la universidad de Wittemberg y uno de los primeros discípulos de Lutero, que rasgó su toga doctoral y se hizo mozo de cuerda para abrazar el partido de los abecedarianos. Esta secta, hija de la Reforma, fue considerada como una protesta contra los intelectuales que interpretaban la Escritura cada uno según su capricho (esto aseguraba la secta). 
Nunca fue numerosa y se confundió con la de los anabaptistas.